# Beleg van Pskov

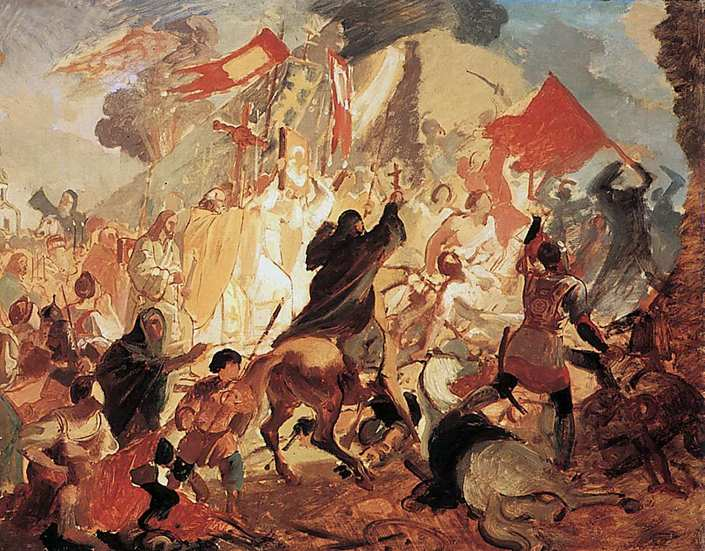
Beleg van Pskov (laatste en onafgemaakte schildering van Karl Brjoellov, 1839-1843)

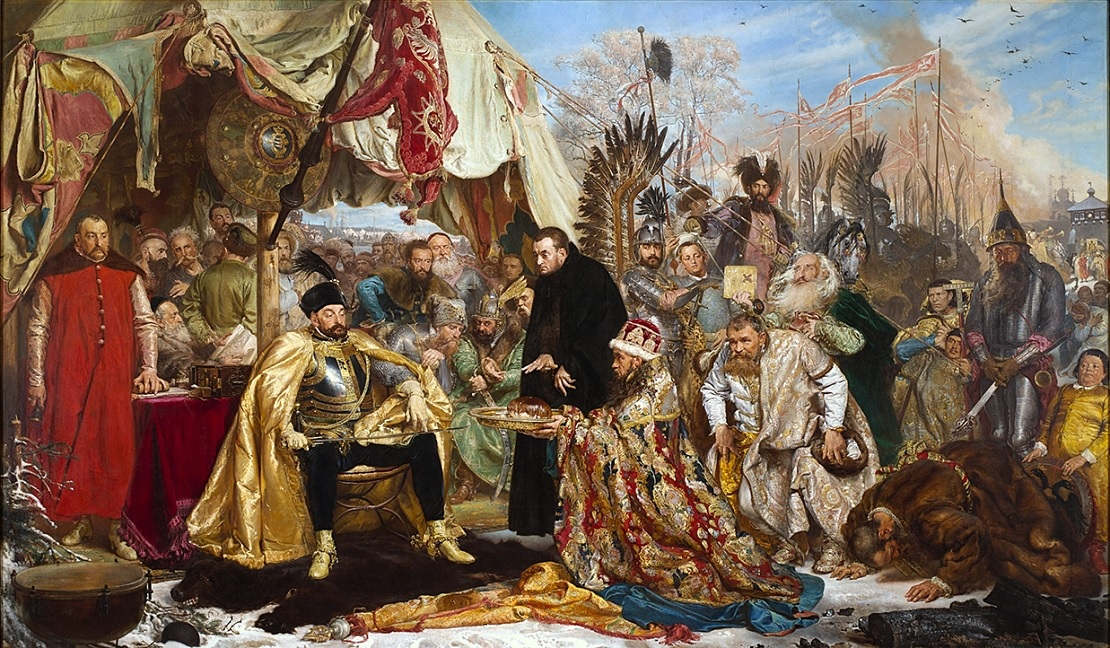
Báthory te Pskov (Jan Matejko, 1872)

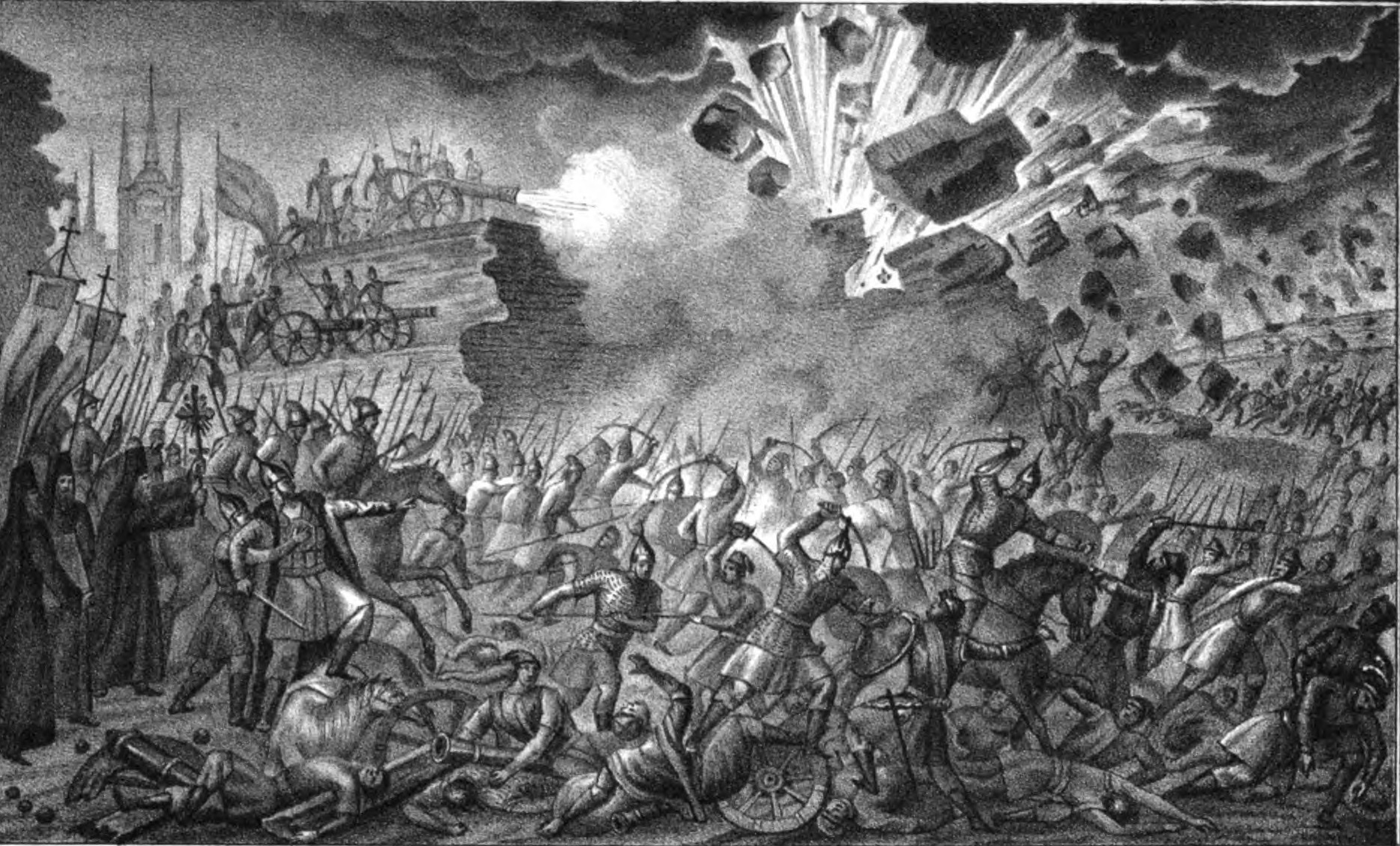
Belegering (Boris Tsjoerikov, 1836)

Het Beleg van Pskov, in Rusland bekend als de Verdediging van Pskov (Russisch: Псковская оборона) vond plaats tussen augustus 1581 en februari 1582, toen het leger van de Poolse koning Stefan Báthory de stad Pskov belegerde tijdens de laatste fase van de Lijflandse Oorlog van 1558 tot 1583.
De eerste eenheden van het Pools-Litouwse leger verschenen op 18 augustus 1581 bij de stadsmuren van Pskov. Van 24 tot 26 augustus verscheen de hoofdmacht van het aanvallende leger met tot 50.000 man troepen. Prins Vasili Skopin-Sjoejski had in feite het bevel over de verdediging van de stad, maar prins Ivan Sjoejski voerde deze uiteindelijk uit. Sjoejski had tot 4000 man dvorjane, streltsi en Kozakken en ongeveer 12.000 gewapende burgers uit Pskov en omgeving tot zijn beschikking.
Na een tweedaagse beschieting van Pskov viel het Poolse leger de stad voor het eerst aan op 8 september, die werd afgeslagen door de Russen met zware verliezen voor de Polen. Pogingen om de muren te ondermijnen en een nieuwe aanval op 2 november hadden evenmin succes. Báthory gaf toen bevel tot een passieve belegering. Wat later in november probeerden enkele van zijn troepen het Pskovo-Petsjorski Klooster aan te vallen, maar dit mislukte wederom. Russische partizanen waren vanaf het begin van de belegering bezig met het uitvoeren van aanvallen op Poolse aanvoer- en communicatielijnen. In november en december deed het garnizoen van Pskov vele uitvallen.
De militaire mislukkingen leidden ertoe dat Stefan Báthory uiteindelijk de Vrede van Jam Zapolski tekende. Op 4 februari 1582 vertrokken de laatste Pools-Litouwse eenheden uit de buitengebieden van Pskov.